# 天主教加拉尼温斯教区
天主教加拉尼溫斯教區（拉丁語：Dioecesis Garanhunensis），是巴西一個天主教教區，位於伯南布哥州南部，屬奧林達暨累西腓總教區。
教區成立於1918年8月2日，2006年有教友551,000人，佔總人口90.0%。有廿七個堂區、司鐸四十一人。現任教區主教為費南多·若瑟·蒙泰羅·吉馬良斯。